# تور چارلی اند جک دو آمریکا
تور چارلی اند جک دو آمریکا (به انگلیسی: Charli and Jack Do America Tour) (به‌عنوان تور آمریکا نیز شناخته شده) تور کنسرتی با سرگذاری چارلی ایکس‌سی‌ایکس و بلیچرز بود که در تابستان سال ۲۰۱۵ به‌منظور حمایت از آلبوم‌های مکنده و میل عجیب برگزار شده بود.